# Дом-корабль (Иваново)
«Дом-корабль» («Дом-корабль» жилищно-строительного кооперативного товарищества Второго рабочего поселка) — жилой дом в Иванове, состоящий из двух корпусов. Памятник конструктивизма, памятник архитектуры федерального значения.
Построен в 1929—1930 годах архитектором Д. Ф. Фридманом по заказу жилищно-строительного кооперативного товарищества «Второй рабочий посёлок». Часто под «Домом-кораблём» подразумевается лишь главный корпус, квартиры в котором предназначались для номенклатуры. Второй же корпус «Дома-корабля» иронично прозвали «баржей», предназначался он для рабочих. Сейчас здания требуют срочного капитального ремонта, который ещё не делался ни разу: разрушаются балконы, прогнили деревянные перекрытия, протекает кровля.
«Дом-корабль» стоит у пересечения ул. Шестернина с пр. Ленина. Первый (главный) корпус по адресу пр. Ленина, 49 вытянут вдоль проспекта со значительным отступом от его красной линии. Между ним и проспектом находится Зарядьевский сквер (бывшая Посадская Базарная площадь). Второй корпус стоит по адресу ул. Шестернина, 2 под углом к первому.
Стены кирпичные, в главном корпусе оштукатурены и окрашены в бордовый цвет, но изначально этот корпус был светло-серым, за исключением двух последних этажей восьмиэтажной части. В первом этаже частично применён каркас, над магазинами железобетонные перекрытия, остальные — смешанные. Первый этаж главного корпуса имеет сплошное остекление. Оба корпуса составляют 12 секций. Главный корпус имеет 40 однокомнатных квартир и 79 двухкомнатных, второй — 97 двухкомнатных. Общая площадь застройки двух корпусов — 9655 м², жилая площадь — 6190 м².
«Дом-корабль» — яркий памятник архитектуры 1920-х годов, в его архитектуре проявились символико-романтические поиски, характерные для того времени. Облик главного корпуса напоминает корабль: скошенный торец и подходящая к нему скруглённая стена пятиэтажной части корпуса имитируют нос корабля, а восьмиэтажная башня на противоположном торце — корму, две галереи балконов опоясывают фасад словно палубы, сплошное остекление первого этажа, имитирующее водную гладь, отделяет «корабль» от земли. Важными композиционными акцентами являются членящие фасад треугольные эркеры и угловые балконы. Второй корпус пятиэтажный, двумя ступенями спускается по понижающемуся рельефу и вместе с башней главного корпуса образует динамичный силуэт вдоль ул. Шестернина.

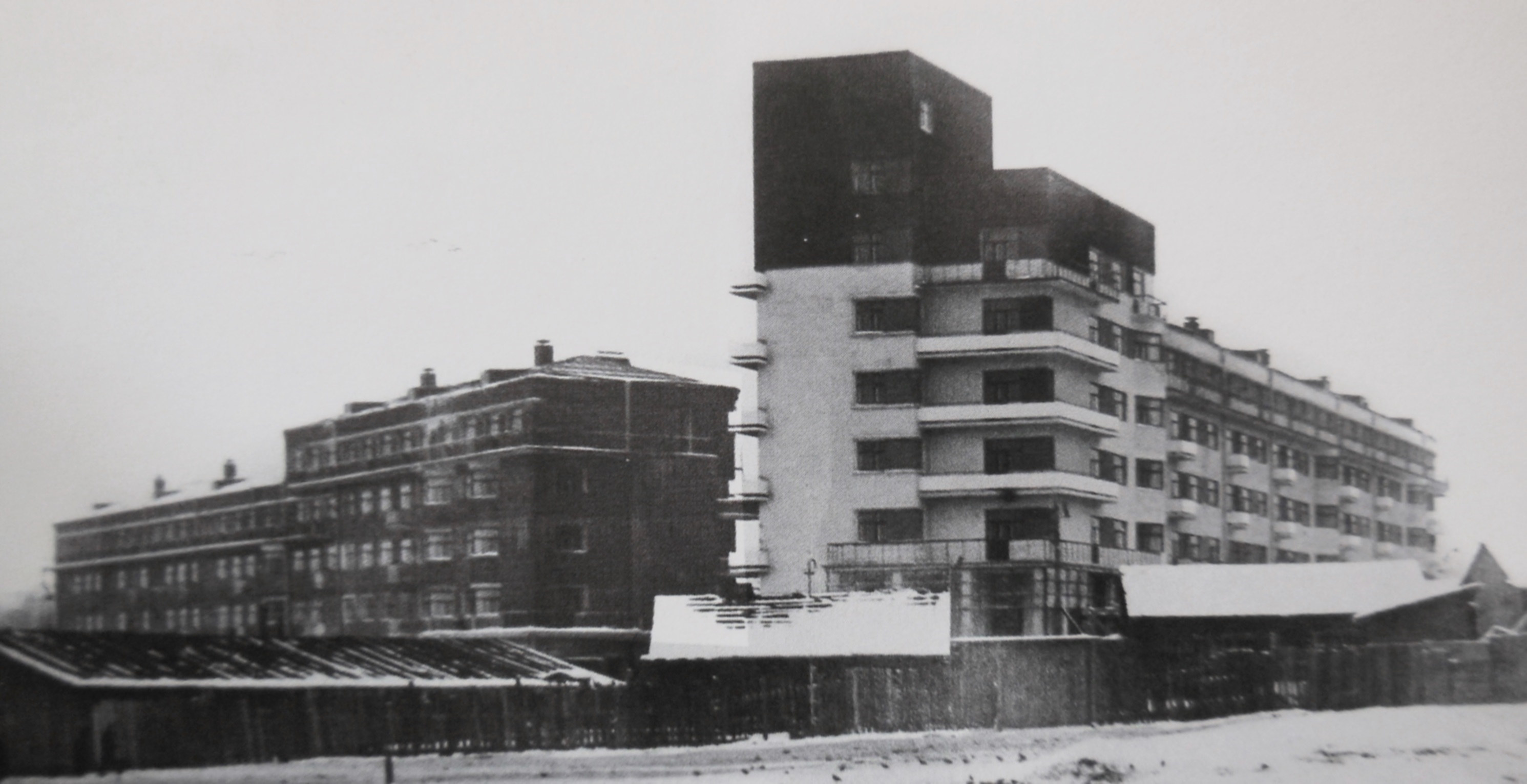
«Дом-корабль» в 1930-е. Вид на оба корпуса
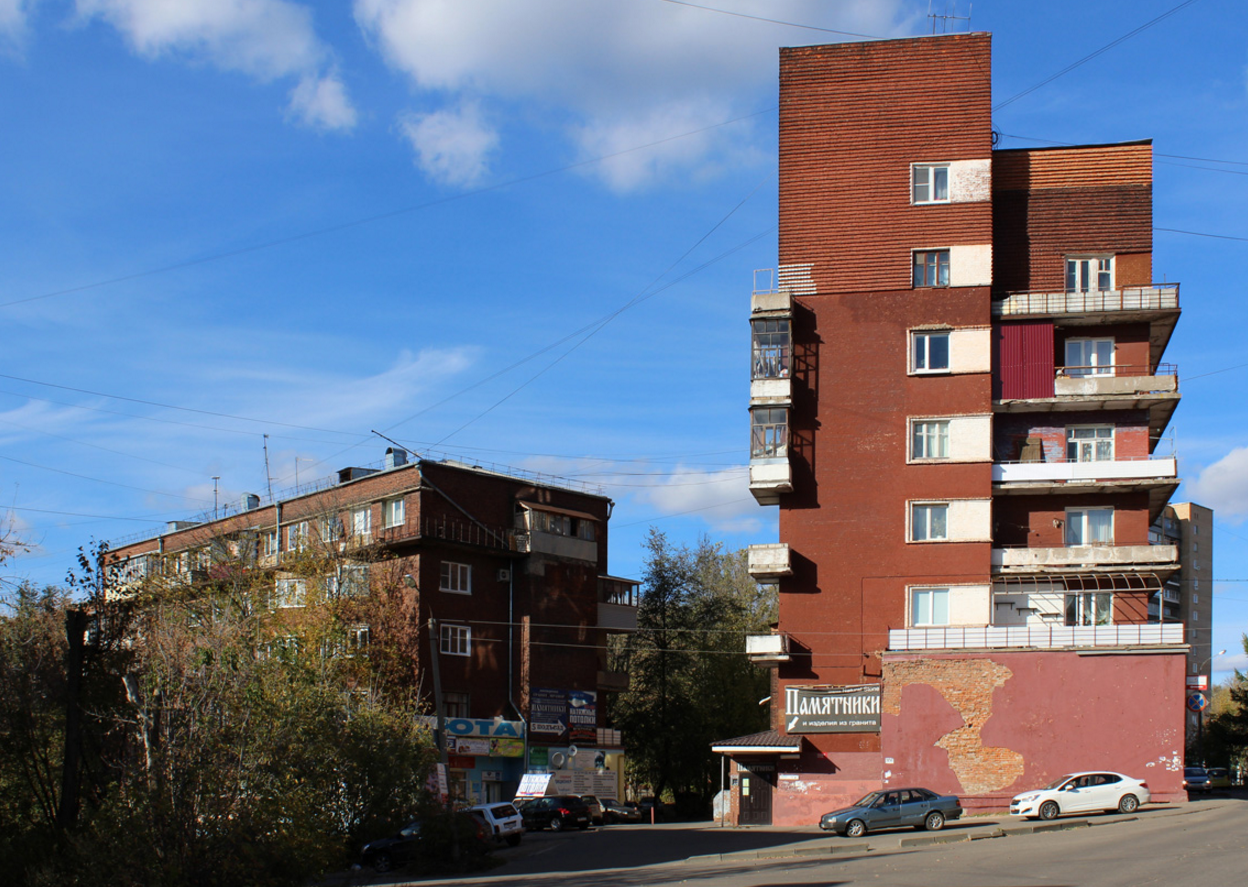
«Дом-корабль» в 2015 году. Вид на оба корпуса
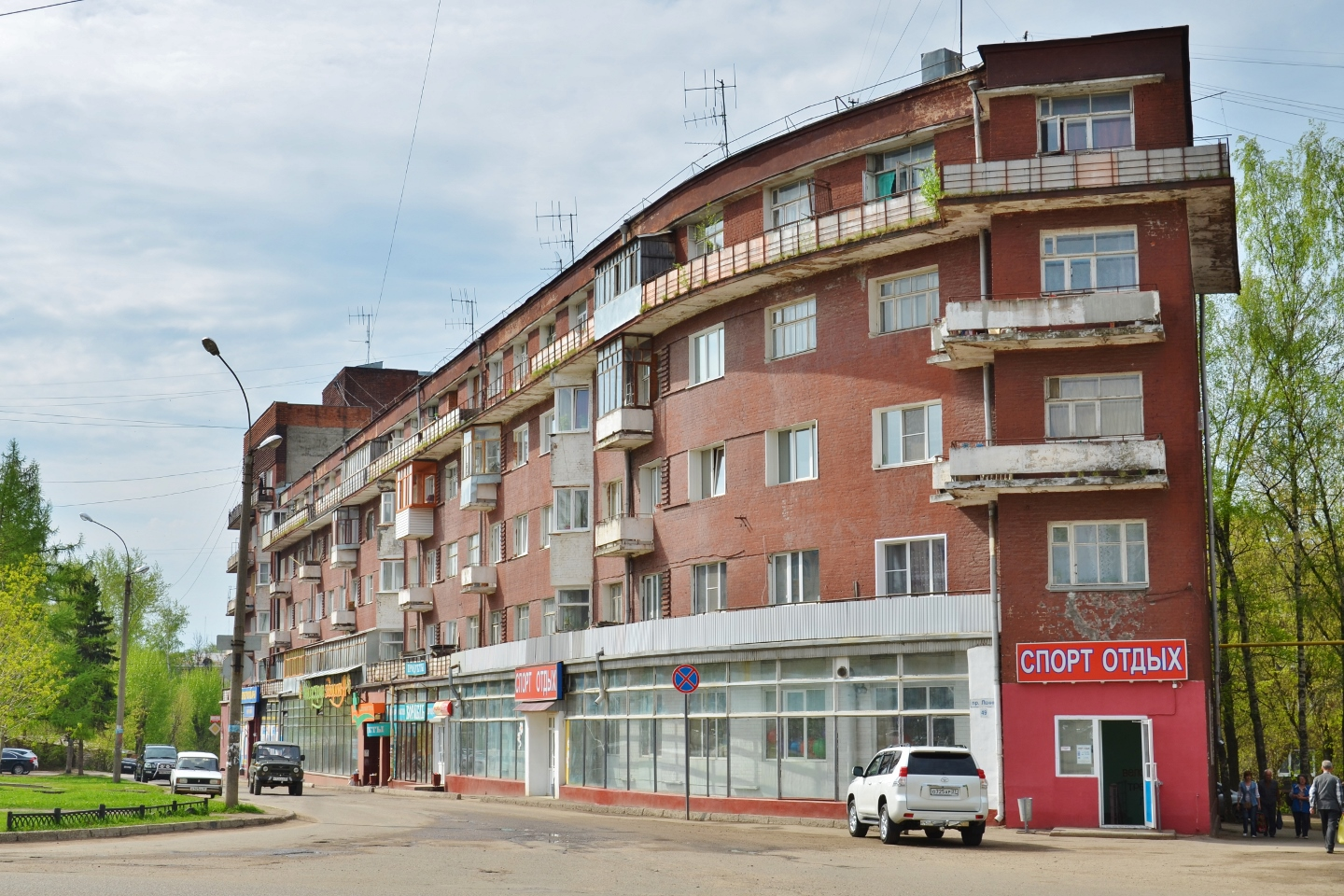
Главный корпус в 2013 году
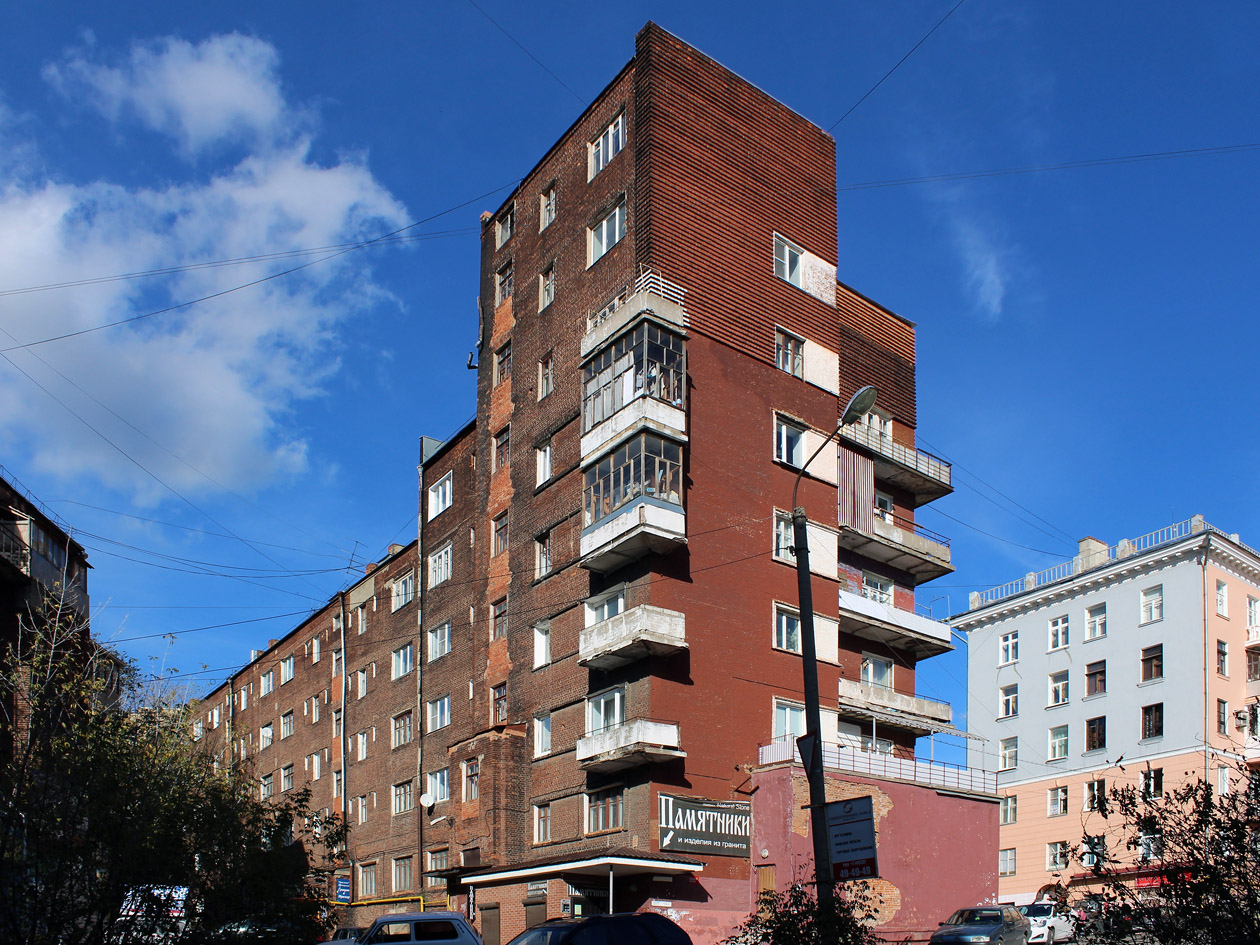
Главный корпус в 2015 году. Вид с улицы Шестернина
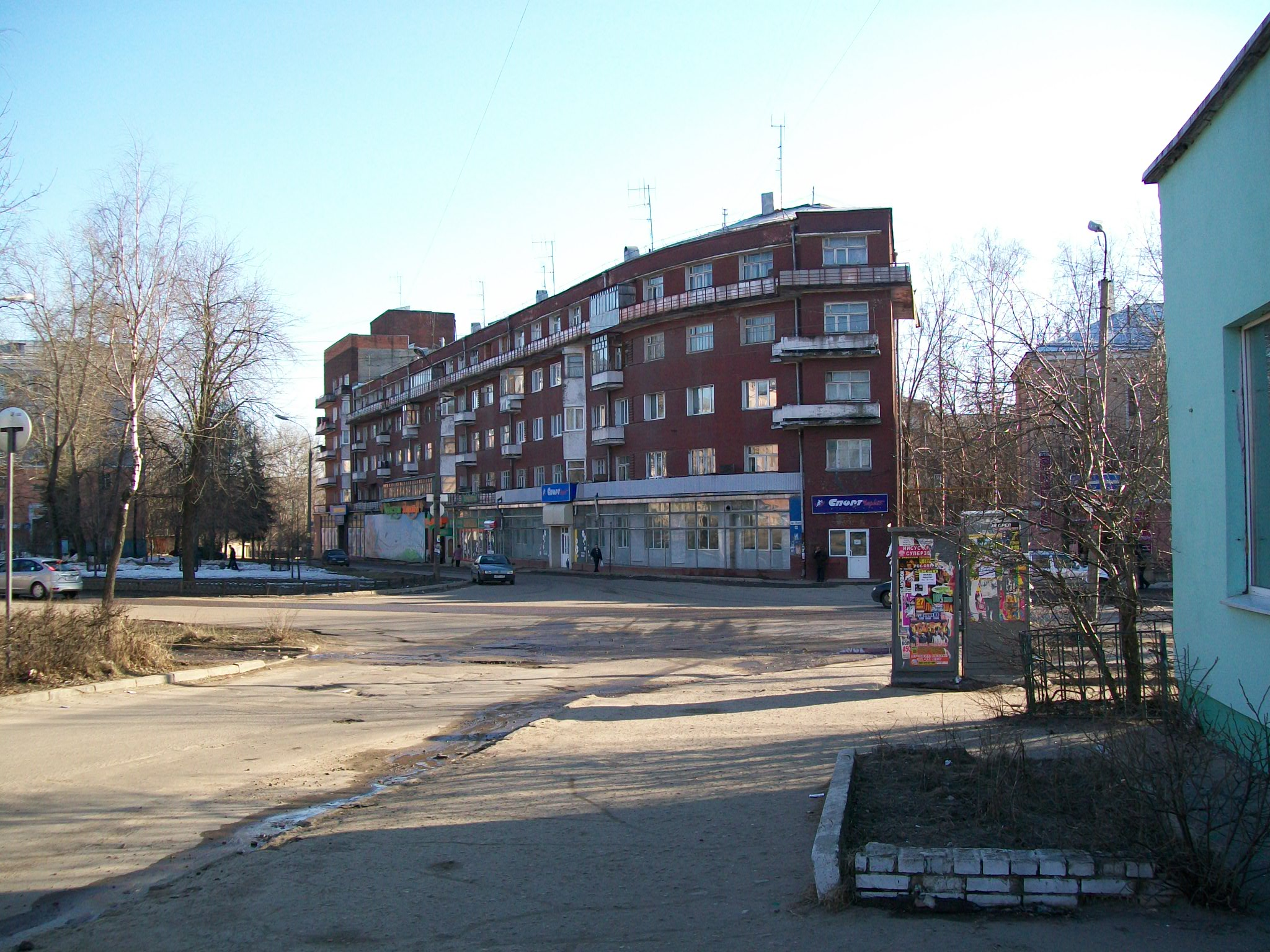
«Дом-корабль» в 2009 году.